# Julius Raschdorff

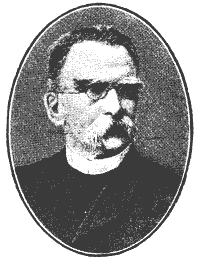
Julius Raschdorff

Julius Carl Raschdorff (Pleß, 2 juli 1823 - Waldsieversdorf, 13 augustus 1914) was een Duits architect en hoogleraar.
Raschdorff was een der meer bekende architecten uit de tweede helft van de 19e eeuw. Het ontwerp van de Dom van Berlijn was zijn magnum opus. Maar ook de herbouwde toren van de Duitse kerk in Stockholm en het Ständehaus in Düsseldorf behoren tot zijn ontwerpen.

## Levensloop
Na zijn middelbare studies in 1842 in Gleiwitz studeerde Raschdorff van 1845 tot 1853 aan de Berliner Bauakademie. Vanaf zijn benoeming tot 2e Stadsbouwmeester vanaf de 1e november 1854, werkte hij tot 1878 in Keulen. Daar renoveerde hij onder andere de Gürzenich (1854–1859) en het stadhuis. Sinds 1864 was hij 1e Stadsbouwmeester, om daar in 1872 mee te stoppen, om zich als zelfstandig architect te vestigen. In 1856 refereerde Raschdorff op de wereldtentoonstelling in Parijs naar nieuwe bouwtechnieken. Tussen 1876 en 1880 werd in navolging van zijn ontwerpplannen het Ständehaus in Düsseldorf opgericht, dat eerst de Pruisische Provinziallandtag en later de nordrhein-westfälischen Landtag herbergde. Raschdorff werd in 1878 professor voor bouwkunde aan de Technische Hogeschool van Charlottenburg. In 1914 werd hij emeritus. Raschdorff ontwierp meer dan 220 bouwwerken in Duitsland en buurlanden, waarvan er op 40 verschillende locaties ook ongeveer 100 werden uitgevoerd. Een bronsportret van Raschdorffs werd door Adolf Brütt in 1895 gecreëerd bij de Dom van Berlijn. In Düsseldorf werd in de jaren 60 een nieuwe straat in het stadsdeel Garath naar hem vernoemd.
Zijn zoon Otto werd eveneens architect en was zijn meest naaste medewerker.

## Werken

### Gebouwen (onvolledige lijst)

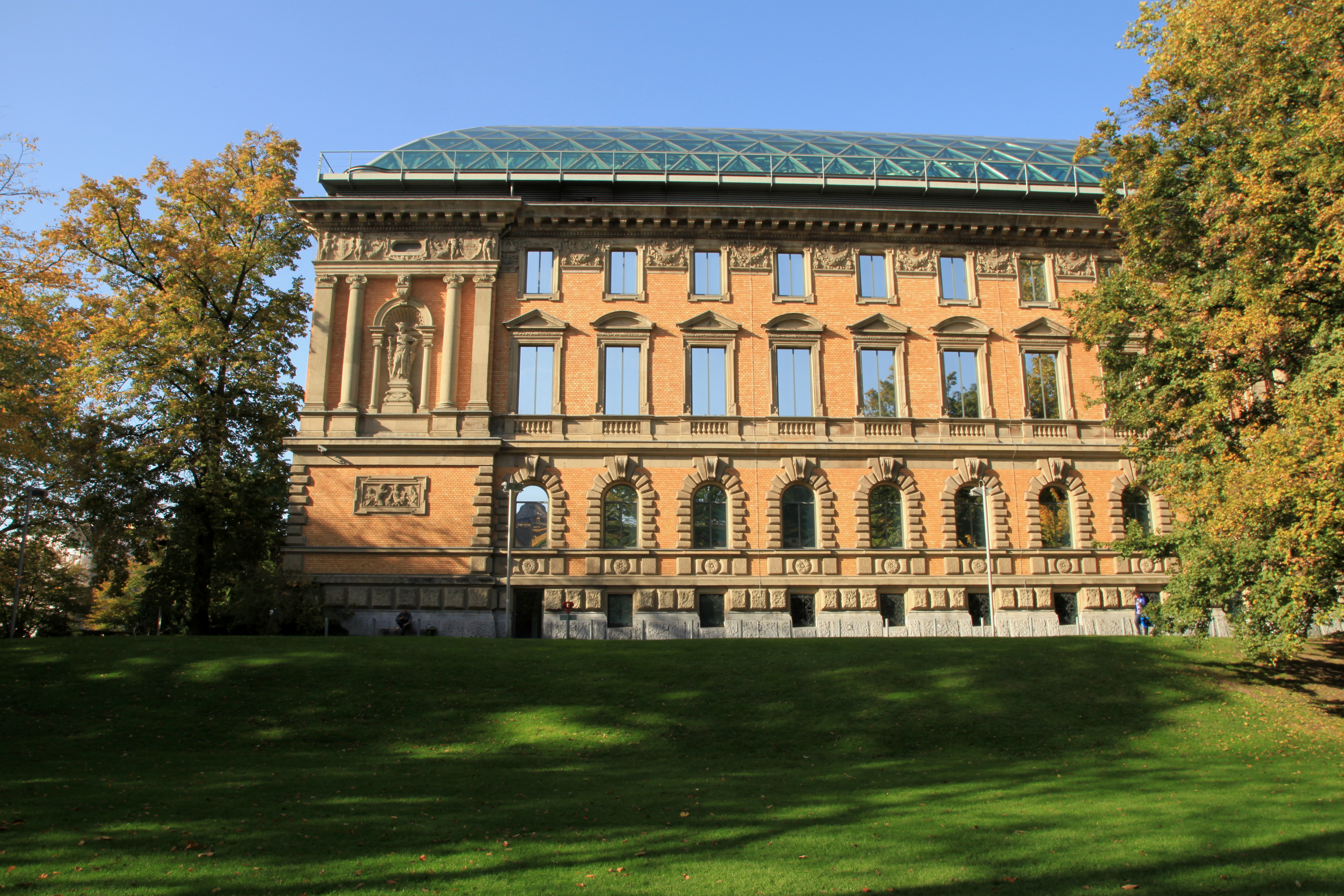
Ständehaus in Düsseldorf

Berliner Dom

- 1858–1860: Haus Sölling in Rolandseck
- 1859–1860: Apostelgymnasium in Köln
- 1869–1872: Stadttheater in Köln, Glockengasse (beschadigd tijdens de 2e WO)
- 1871: Ontvangstgebouwen van de stations van Kyllburg en in Bitburg-Erdorf
- 1876–1880: Ständehaus in Düsseldorf
- 1877: Nieuwe Evangelische Kerk in Langenberg (Rheinland) (heden „Event-Kirche“)
- 1877: Villa Petershall voor de textielfabrikanten David Peters in Neviges
- 1878: Postgebouw aan de Domplatz in Münster (Westfalen)
- 1878–1884: nieuwbouw van de Technische Hogeschool in (Berlijn-) Charlottenburg (in samenwerking met Richard Lucae (†) enFriedrich Hitzig)
- 1879: Toren van Duitse kerk in Stockholm
- 1880: Tekenacademie in Hanau
- 1884–1885: Engelse Kerk in Berlijn
- 1890: Ontvangstgebouw van het Centraal Station in Münster (Westfalen)
- 1894–1905: Berlijnse Dom
- 1895–1897: Grafkapel van de graaf Henckel von Donnersmarck bij het slot Neudeck in Oberschlesien

Samengevat is bekend dat hij verantwoordelijk was voor de bouw van 6 kerken, 1 synagoge, 17 schoolgebouwen, 4 hogeschoolgebouwen, 2 musea, 2 bibliotheken, 4 ziekenhuizen, 1 theater, 2 stadhuizen, 7 stations, 7 kastelen en 23 villa's, evanals 10 woon- en bureelhuizen.

### Ontwerpen
In 1884 diende hij samen met zijn zoon Otto Raschdorff (1854–1915) een ontwerp in voor een wedstrijd voor het beste ontwerp voor de ontwikkeling van het Berlijnse Museumeiland. Hun inzending behoorde tot de vier beste ontwerpen die bekroond werden met een bedrag van 5.000 marken.

### Geschriften
- Das Kaufhaus Gürzenich in Köln. Berlijn 1863.
- Die Hochbau-Ausfuehrungen des preußischen Staates. Toeche, Berlijn 1880.
- Abbildung deutscher Schmiedewerke. Uitgegeven door Ernst & Korn, Berlijn 1882,[2]